# Eddara catenaria
Eddara catenaria är en insektsart som beskrevs av William Lucas Distant 1906. Eddara catenaria ingår i släktet Eddara och familjen lyktstritar. Inga underarter finns listade i Catalogue of Life.